# Kick (wrestling)
Il Kick è un calcio, che può essere dato da fermo o dopo una rincorsa per colpire l'avversario con la suola delle scarpe. Alcuni tipi di calci vengono eseguiti durante una mossa acrobatica dell'attaccante o possono essere usati dall'avversario per contrastare l'attacco del primo. 

Nel Wrestling professionistico, vengono in genere utilizzati con minor potenza e pericolosità dei calci delle altre discipline sopracitate. 

Nel puroresu giapponese vengono invece utilizzati in maniera più stiff poiché, a differenza del wrestling, tutto viene interpretato nella maniera più realistica possibile.

## Varianti

### Backflip kick
Questo attacco avviene quando la vittima è alle spalle dell'esecutore. L'esecutore compie una capriola all'indietro e colpisce la vittima in testa con una o entrambe le gambe. L'esecutore di solito cade sulle mani e/o sui piedi.

### Bicycle kick
Big Boot molto alto e violento con pedalata.

### Big boot
Il wrestler attaccante colpisce l'avversario al volto tramite l'utilizzo di un piede dopo aver disteso la gamba in avanti.

#### Rebound big boot
Variante del Big Boot, in cui l'esecutore sta per eseguire questa manovra, ma durante l'impatto con l'avversario, la gamba rimane dritta e tesa. Raramente questa manovra è utilizzata da fermo, ma spesso correndo.

### Calf kick
Detto anche "Leg Lariat", è una proiezione che porta il lottatore a colpire il petto avversario con il polpaccio durante un salto.

#### Corner backflip kick
Chiamato anche Tiger Wall Flip, questo movimento vede un appoggio dell'avversario nell'angolo mentre il wrestler carica verso di lui, corre verso le corde (che sono accanto all'avversario) e, quando raggiunge la parte superiore, calcia nel petto del suo avversario facendo una capriola all'indietro così il wrestler cade sui piedi.

### Dragon whip
Si tratta di una "leg lariat" che viene eseguita dopo che l'avversario blocca la gamba dell'attaccante durante un superkick, poi quando il nemico spinge via la gamba, l'attaccante continua la rotazione su se stesso colpendo l'avversario con un leg lariat.

### Football Kick
A volte indicato anche come calcio di calcio. Il lottatore colpisce un avversario seduto sul tappeto con il piede esteso verticalmente verso il basso dalla base della colonna vertebrale alla parte centrale della schiena.

### Dropkick
Il dropkick è un doppio calcio con salto. Ne esistono molte varianti.

### Dropsault
Variante in cui l'esecutore salta e colpisce frontalmente l'avversario con entrambi i piedi e, contemporaneamente, esegue una capriola all'indietro cadendo poi sull'addome e poi conclude con lo schienamento.

### Enzuigiri kick
All'inizio questa era una tecnica usata come contromossa dai wrestler di basso-medio peso quando l'avversario bloccava un calcio, essi saltavano e con la gamba che non era trattenuta dall'avversario colpivano il rivale al volto.con il tempo però questa tecnica si è evoluta molto ed è usata in varie versioni anche come tecnica di offesa.

#### 360° enzuigiri
Versione più acrobatica del normale Enzuigiri Kick, in cui il wrestler compie un giro su se stesso prima di colpire l'avversario con un calcio rotante sulla testa.

### Punt kick
L'esecutore posiziona l'avversario a carponi, dopodiché prende una rincorsa dall'angolo e colpisce con un potente calcio la testa dell'avversario. Questa manovra, In storyline ha provocato molti infortuni, principalmente commozioni cerebrali.

### Roundhouse kick
Nota anche come Buzzsaw Kick, l'avversario è in ginocchio col busto retto e l'esecutore colpisce con un calcio la testa della vittima. Esiste anche una variante in versione springboard (cioè saltando dalla seconda corda).

### Scissors kick
Dopo aver colpito l'avversario all'addome con un Toe kick, l'esecutore si dà lo slancio sulle corde per poter colpire nuovamente; l'esecutore effettua quindi un salto e colpisce l'avversario sul collo o sulla nuca col polpaccio o col tallone.

### Spin Kick
Conosciuto anche come calcio circolare inverso , vede il lottatore attaccante che ruota di 360 ° sul piede posteriore guadagnando potenza e slancio ruotando sul posto, quindi collegando il tallone / polpaccio del piede anteriore alla faccia di un avversario in carica.

### Spinning heel kick
Anche chiamata Spinning Wheel Kick o Heel Kick in questa mossa l'esecutore esegue una giravolta (spesso una ruota) prima di saltare, colpendo l'avversario con le gambe, il collo o il petto dell'avversario. In una variante, l'esecutore mentre esegue la mossa mantiene una sedia d'acciaio, che posiziona davanti alle proprie gambe prima di eseguire il calcio al volo, in modo da imprimere alla mossa maggiore potenza.

### Stiff kick
Calcio che generalmente consiste in una tibiata sul petto o sulla schiena dell'avversario seduto a terra. Questa mossa può anche essere effettuata con una breve rincorsa, ed in questo caso prende l'appellativo "Running" Stiff Kick.

### Superkick
Un Superkick è un calcio eseguito ruotando leggermente il piede d'appoggio nella direzione opposta all'avversario, di modo tale da piegare il ginocchio e poter portare l'altro piede all'altezza del mento dell'avversario.

### Tiger feint kick
L'esecutore salta attraverso la seconda e la terza corda mentre si tiene alle corde con le braccia, ritornando poi dentro al ring.

### Rolling Wheel Kick
Chiamato correttamente Ajisegiri , e noto anche come calcio rotolante di koppu o calcio rotolante di liger , fa rotolare il lottatore verso un avversario in piedi, estendendo una gamba che si collega con la schiena, il petto o la testa dell'avversario.

### Kangaroo Kick
Questo attacco vede un lottatore sdraiato sul tappeto o appoggiato al tenditore, appoggiando entrambe le braccia sulla corda superiore, in attesa della carica dell'avversario, il lottatore poi lancia entrambi i piedi in avanti spingendoli allo stomaco o al viso dell'avversario.

### Sole Kick
Una spinta in cui il lottatore gira il busto sollevando una gamba orizzontalmente ed estendendola verso l'avversario, colpendo il busto con la pianta del piede. Una variazione del calcio rotante vede il lottatore girare su se stesso e quindi eseguire il calcio con la gamba esterna, che in Giappone è noto come calcio con suola rotolante. C'è anche una variazione di salto in cui il lottatore salta verso l'alto, gira in aria e poi lancia l'unico calcio con la gamba esterna che prende di mira la testa dell'avversario.

### Side kick
Calcio laterale.

### Spinning heel kick into big boot
È una variante del Big Boot. Consiste nel fare un giro su se stesso e poi un violento calcio frontale sull'estremità della faccia.

### Sitout kick
È una variante del Superkick. Consiste nel colpire l'avversario in un semplice Superkick, solo che al momento dell'impatto, lo si colpisce con l'altro piede.

### Shoot kick
Mossa che consiste nel dare un calcio al petto o alla schiena dell'avversario seduto a terra colpendolo con lo stinco e con il collo del piede come in un Roundhouse Kick.

### Back Kick
Coinvolge l'attaccante iniziando affrontando l'avversario, poi girandosi di 180° e piegando la gamba posteriore all'altezza del ginocchio o estendendola completamente all'indietro, sfruttando lo slancio di rotazione per colpire l'avversario al petto o allo stomaco. Conosciuto anche come calcio laterale inverso o calcio di tallone

### Mule Kick
Mentre è di fronte a un avversario in carica, il lottatore si china e spinge fuori un piede, colpendo l'avversario con la parte inferiore di esso. [1] Una variazione del doppio calcio di mulo viene solitamente eseguita con il lottatore rivolto verso l'avversario, piegandosi e facendo una verticale. Se incline all'acrobazia, il lottatore può quindi rotolare in avanti, tornare in posizione eretta. A volte eseguito in un angolo, il lottatore afferra la corda superiore e calcia all'indietro con entrambe le gambe verso l'avversario, colpendo con entrambe le suole.

### Savate Kick
Il calcio savate più comunemente usato nel wrestling è il Chassé jambe arriére , un calcio a pistone alla testa o al mento di un avversario. Questo calcio viene spesso confuso con il Superkick, ma può essere differenziato perché viene eseguito da una posizione eretta con il piede posteriore, invece che con il piede anteriore . Miro ha usato una versione in salto come mossa finale, chiamandola Machka Kick .

### Toe Kick
Questo calcio, utilizzato da quasi tutti i lottatori, viene utilizzato solo per spettacolo o come preparazione per una presa o un lancio . Il modo più comune per eseguire questo attacco è noto come calcio a scatto e vede il lottatore colpire l'avversario verso l'alto nella parte centrale o nello stomaco per piegare l'avversario. Un'altra variazione vede il lottatore trattenere il proprio piede con una mano, prenderlo su un fianco o nella parte bassa della schiena e rilasciarlo, colpendo un avversario piegato nella parte posteriore della testa.

### Cartwheel Kick
Il lottatore esegue una ruota di carro verso l'avversario, colpendolo alla testa con lo stinco della gamba posteriore mentre si alza in aria.

### Crane Kick
Il lottatore esegue prima una posizione della gru stando in piedi su una gamba con l'altro ginocchio sollevato e le braccia distese in posizione di gru. Il lottatore quindi colpisce la testa o il viso.

### Overhead Kick
In questa versione, il lottatore inizia sdraiandosi o lasciandosi cadere sul tappeto mentre l'avversario è vicino alla sua testa. Il lottatore quindi lancia una gamba e calcia sopra la vita e il petto, colpendo l'avversario con la punta del piede, di solito alla testa. Può essere usato per contrastare un attacco da dietro. Ad esempio, un avversario tenta un full nelson , il lottatore rompe la serratura dell'avversario alzando entrambe le braccia, cadendo sulla tela all'indietro e prendendo a calci l'avversario in testa con un piede.

## Knee

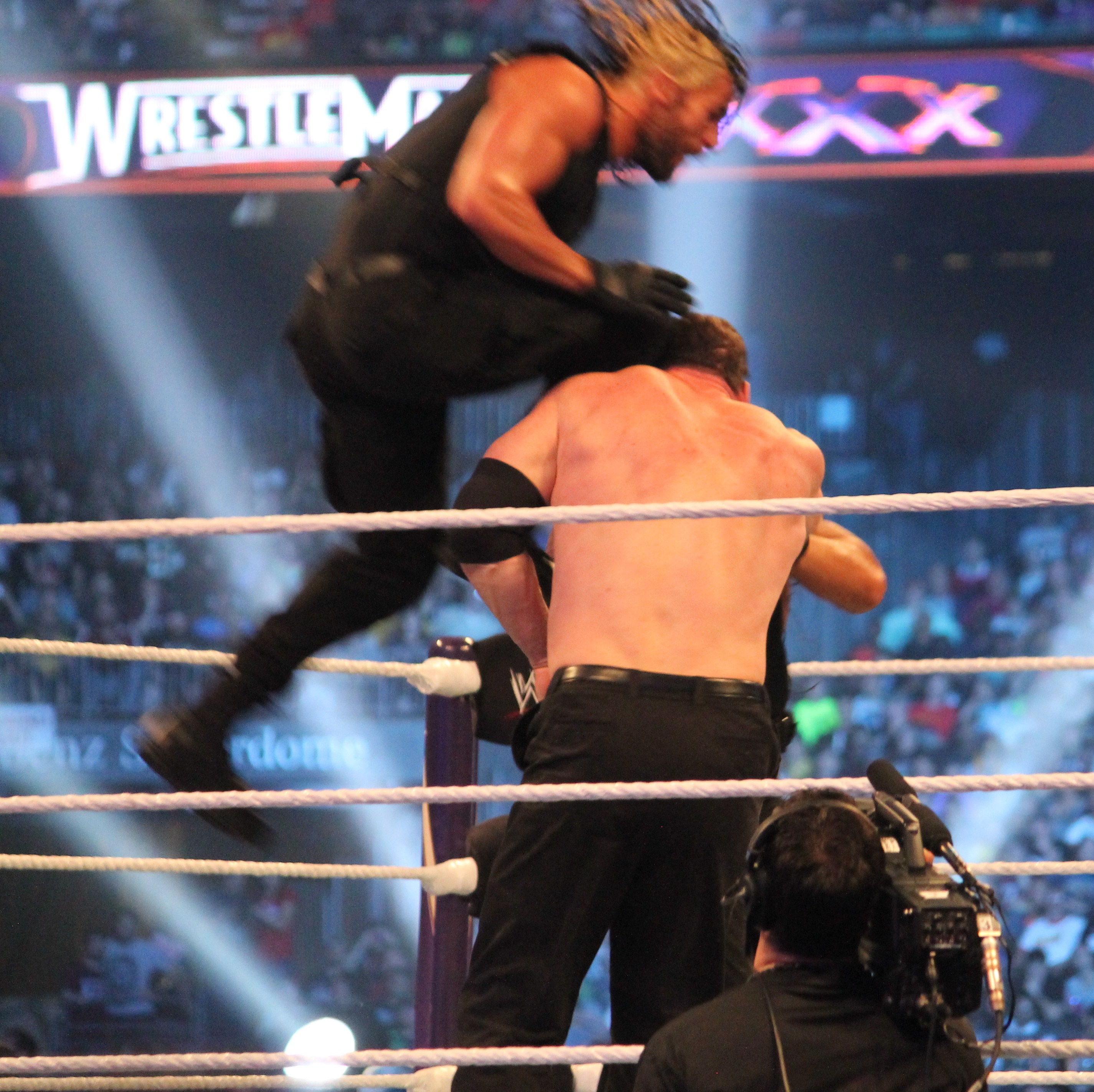
Seth Rollins esegue un Bicycle knee su Kane

Variante del calcio, è una ginocchiata diretta all'avversario, ma con una pericolosità notevolmente maggiore.

### Bicycle knee strike
L'esecutore colpisce l'avversario al volto con una ginocchiata molto alta e violenta con pedalata.

### Fireman's carry knee strike
Il Fireman's Carry Knee Strike consiste nel prendere l'avversario sulle spalle, per poi lasciarlo andare in avanti e rifilargli una ginocchiata in pieno volto. Una variante di questa mossa, detta Argentine Knee Strike, consiste nel prendere una gamba, un braccio e la testa dell'avversario, per poi farlo scendere e rifilargli la ginocchiata.

### High knee
Consiste nel prendere la testa dell'avversario, a volte piegato, e farla sbattere sul ginocchio dell'esecutore. Una variante consiste nello sferrare una ginocchiata all'altezza del volto correndo.

### Jumping knee drop
Attacco in cui un lottatore salta / cade con il ginocchio in qualsiasi punto sul corpo dell'avversario. Spesso l'esecutore rimbalza prima sulle corde.

### Knee drop
Attacco in corsa, il lottatore si lancia sull'avversario, saltando, attaccandolo con le ginocchia.

### Running double knee drop
Solitamente eseguita con l'avversario seduto sulla terza corda all'angolo con la schiena rivolta verso il ring, l'esecutore prende la rincorsa dall'angolo opposto del ring per arrivare con tutte e due le ginocchia a colpire la schiena della vittima.

### Springboard knee strike
Dopo essersi liberato in aria facendo leva sulla terza corda (springboard), l'esecutore colpisce l'avversario con una ginocchiata sul volto.